# Anna Herrmann (Politikerin)
Anna Herrmann (* 15. November 1892 in Herzogenaurach; † 1980) war eine deutsche Politikerin (SPD) in Herzogenaurach.

## Leben
Anna Herrmann wurde 1892 in Herzogenaurach als Anna Peetz geboren. Ihr Vater betrieb an der Aurach eine Tuchfabrik. 1913 heiratete Anna den Tapezierer Georg Herrmann. Mit ihrem Mann zusammen betrieb sie das „Volkshaus“, das als Gaststätte und Saal der Arbeiterbewegung genutzt wurde.
1946 kandidierte sie für die SPD und wurde in den Stadtrat gewählt. Sie konnte diesen Erfolg fünfmal bis 1966 wiederholen. 1956 wurde sie in den Kreistag des ehemaligen Landkreises Höchstadt an der Aisch gewählt. Von 1961 bis 1966 war sie zweite Bürgermeisterin in Herzogenaurach.

## Auszeichnungen
- 1970 Ehrenbürgerin der Stadt Herzogenaurach
- 1972 Herzogenaurach-Medaille für kommunale Verdienste
- In Herzogenaurach ist eine Straße nach ihr benannt[2]